# Швець Василь Степанович
Васи́ль Степа́нович Швець (17 січня 1918, Іванків — 22 лютого 1993) — український поет, друкувався з 1937 року. Збірка поезій «Добрий ранок, Україно» (1945), «Лірика» (1949), «Неспокійне літо» (1959), «Гостинці» (1978) та багато ін. Зібране вид. «Твори в 2 томах» (1978).

## Біографія
У 1912 році сім'я Швеців із Іванкова виїхала на Алтай та повернулась у 1916 році. Оселилися в невеличкій хатинці на краю села, на вулиці, яку назвали Гусівкою. Тут 17 січня 1918 року народився найменший син Василь. Свою вулицю Василь Степанович згадує у вірші «Гусівка».
Із спогадів родичів Василя Степановича відомо, що сім'я його була багатодітною, батьки мали семеро дітей, але жили не в бідності, були добрими, роботящими людьми. Односельчани їх поважали й шанували. Дід його був волосним писарем. Батько — Степан Федорович був хліборобом, мати — Василина Іванівна, добра щедра жінка. Худорлява, але сильна духом, витривала. Була богомольною, ходила до Київської лаври, на храм. Значно пізніше у вірші «Василино Іванівно, мамо» поет з любов'ю і теплотою згадує матір.
Навчався у Ржищівській педагогічній школі, в Харківському політехнічному технікумі. 1941 року закінчив Київський педінститут.

## Творчість
Підготував до друку свою першу книгу, але вона так і не побачила світ, оскільки під час війни вона згоріла у вогні разом з видавництвом.
Брав участь у німецько-радянській війні. Попервах був артилеристом, після поранення — кореспондентом військових газет. Творчість Василя Швеця, яка стосується теми війни, є основою всього творчого доробку. Навіть у книгах, виданих через 20, 30 років після закінчення війни, поет весь час повертається до фронтових випробувань. У своїх творах він показує патріотизм, самовідданість фронтовиків.

Могила Василя Швеця, Байкове кладовище

Друкувати поезії почав 1937 року. 1944 року став членом Спілки письменників. Перша збірка поезій «Добрий ранок, Україно!» з'явилася 1945 року. Поет-фронтовик плідно працював у руслі фронтової лірики. Окремими виданнями вийшли такі оригінальні та вибрані твори: «Лірика» (1949), «Схід сонця» та «Світання» (обидві — 1950), «Вірні друзі» (1952), «Веселка» /(1956), «Неспокійне літо» (1959), «Зелена рута» та «Багнет — у землю!» (1960), «Кроки і роки» (1962), «Двобій» (1965), «Межень» (1969), «Живе намисто» (1971), «Віднайдений зошит» (1975), Твори у 2-х томах (1978), «Сподівання» (1984), «Листи в окопи» (Повість у новелах) (1985). Василь Швець відзначений преміями імені Володимира Сосюри (1982) та імені Павла Тичини «Чуття єдиної родини» (1988).
Величезна кількість його творчого доробку пов'язана з його селом Іванковом, з Бориспільщиною, з людьми, з якими його зводила доля. Це «маленька  Батьківщина» поета. Для поетичної творчості Василя Швеця характерна також ритмо-мелодика його віршів. Як говорять фахівці, багато поезій Швеця дуже мелодійні.
У Василя Швеця, крім віршів, є ще й більше десятка поем. Крім того, останньою з його творчого доробку вийшла книга спогадів під назвою «Тайнопис». Велика частина її присвячена спогадам про Павла Тичину, Максима Рильського, Остапа Вишню та багатьох інших письменників — друзів, з якими Василь Швець був у міцних дружніх стосунках, вони часто полювали на Іванківських болотах та озерах. Саме їм, своїм друзям та колегам, поет присвятив багато поезій із свого творчого доробку.
Земляк і молодший побратим Петро Засенко висловився про Василя Швеця у статті до 90-річчя поета так: «Він — поет від Бога, воїн — з обов'язку. В обох іпостасях зумів себе виразити повноцінно, бо не шукав обхідних доріг, не сповідував подвійних стандартів. У нашій пам'яті він залишається як образ житньопольової приземленої, але небуденної української сталості — хоча, зберегти себе таким в умовах безнаціональної вакханалії було майже неможливо».
Помер на 76-му році життя 22 лютого 1993 року. Похований на Байковому кладовищі (ділянка № 49а, 50°25′1.5″ пн. ш. 30°30′5.25″ сх. д. / 50.417083° пн. ш. 30.5014583° сх. д.).

## Вшанування пам'яті

Меморіальна дошка Василю Швецю на вулиці М. Коцюбинського, 2 у Києві

На будинку № 2 по вулиці Михайла Коцюбинського у Києві, де жив поет, встановлено меморіальну дошку.
В Іванкові зусиллями Петра Зінченка створено музей Василя Швеця.
У 2008 році в одній зі шкіл Києва відкрито світлицю його імені «Тайнопис».